# Karl Otto Henseling
Karl Otto Henseling (* 26. Juni 1945 in Berlin; † 28. Januar 2011 in Berlin) war ein deutscher Chemiker und Sachbuchautor.
Henseling, dessen Vater der Populärastronom Robert Henseling war, studierte Chemie an der TU Berlin. Nach seiner Promotion über die Darstellung und Reaktionen von 2-Chlor-1-phenylcyclopropenen (1975) war er bis 1991 in der Curriculumentwicklung und Lehrerfortbildung tätig. In den 1980er Jahren war er auch als Mitglied im Arbeitskreis Umweltchemikalien/Toxikologie des BUND und freier Mitarbeiter des Instituts für ökologische Wirtschaftsforschung aktiv und erstellte zahlreiche Beiträge zur Umweltbildung, zur Geschichte des gesellschaftlichen Stoffwechsels mit der Natur und zur Chemiepolitik. Von 1992 bis 1994 war er wissenschaftlicher Mitarbeiter bei der Enquete-Kommission Schutz des Menschen und der Umwelt des Deutschen Bundestages, deren Sekretariat er leitete. Dann arbeitete er im Umweltbundesamt in den Arbeitsgebieten Stoffstromanalysen und -management, Ressourcenschutz und Nachhaltige Entwicklung.

## Buchveröffentlichungen
- Bronze, Eisen, Stahl. Die Bedeutung der Metalle in der Geschichte. Reinbek: Rowohlt 1981, ISBN 3499177064.
- Gesellschaftsbezug in den Naturwissenschaften: Zur Reform der Lehrerausbildung. Bad Salzdetfurth: Didaktischer Dienst Franzbecker 1981, ISBN 3881200126.
- Ein Planet wird vergiftet. Der Siegeszug der Chemie: Geschichte einer Fehlentwicklung. Reinbek: Rowohlt 1992, ISBN 3499130130.[1]
- Ursprünge des industriellen Stoffwechsels zwischen Mensch und Natur Schriftenreihe des IÖW Band 187 (2008)
- Am Ende des fossilen Zeitalters. Alternativen zum Raubbau an den natürlichen Lebensgrundlagen. oekom Verlag: München 2008, ISBN 3865811221.[2]